# آرییژ
آرییژ (به فرانسوی: Ariège) نهمین شهرستان فرانسه است. شهرستان آرییژ در جنوب (هم مرز با اسپانیا) این کشور قرار دارد. این شهرستان زیرمجموعه ناحیه پیرنه میانه می‌باشد . مساحت این شهرستان ۴٬۸۹۰ کیلومتر مربع و جمعیت آن ۱۵۱،۱۱۷ نفر است. این شهرستان در خلال انقلاب فرانسه بر پا گردید.

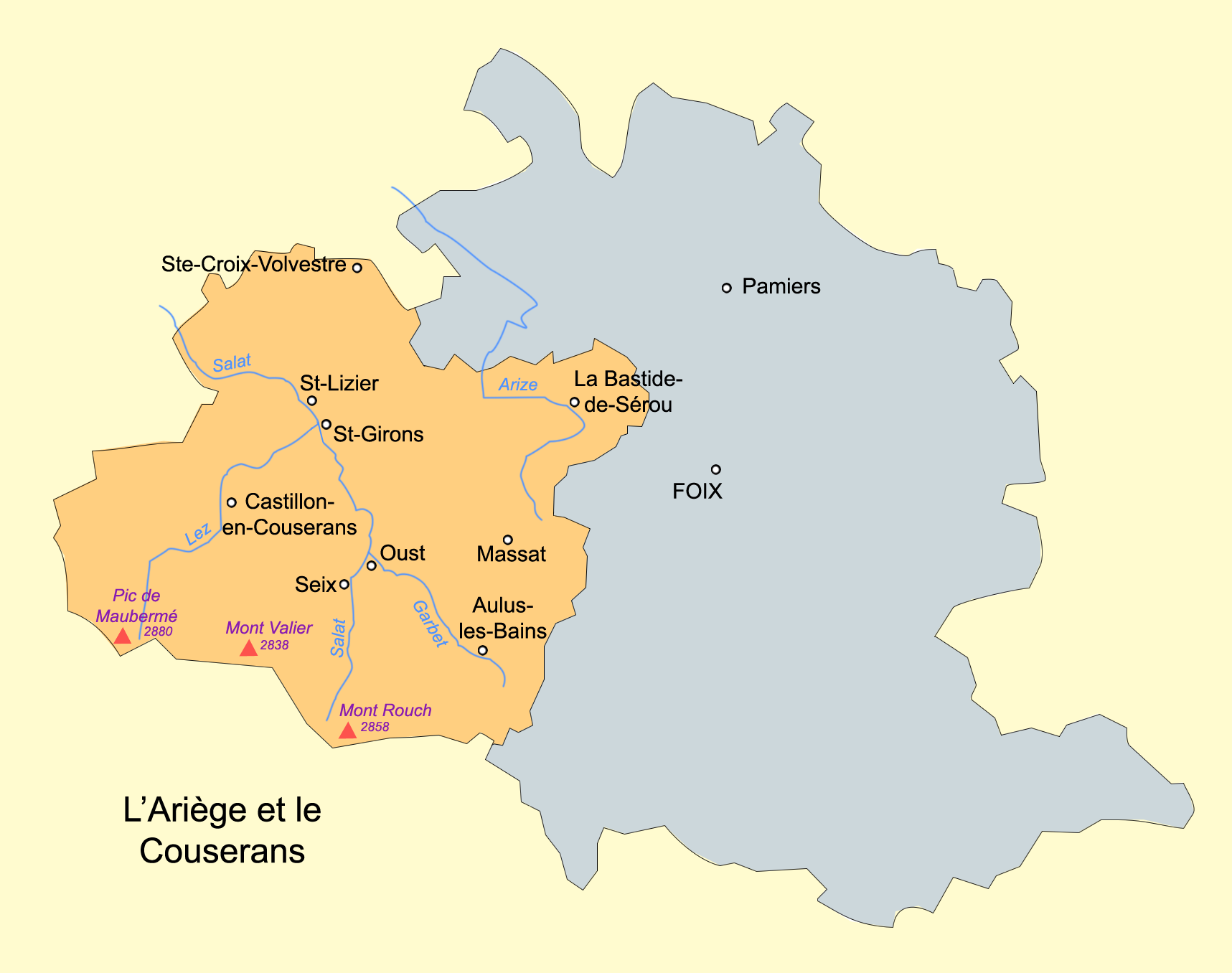